# ویلی تا بی
ویلی تا بی (انگلیسی: Willy Ta Bi; ۵ دسامبر ۱۹۹۹ – ۲۳ فوریهٔ ۲۰۲۱) بازیکن فوتبال اهل ساحل عاج بود.
از باشگاه‌هایی که در آن بازی کرده است می‌توان به باشگاه فوتبال آتالانتا و باشگاه فوتبال آسک میموساس اشاره کرد.
وی همچنین در تیم‌های ملی فوتبال زیر ۲۰ سال ساحل عاج و ساحل عاج بازی کرده است.